# Jaroslav Černý (egyptolog)
Jaroslav Černý (22. srpna 1898 Plzeň – 29. května 1970 Oxford) byl český egyptolog.

## Život
V roce 1930 se účastnil francouzských vykopávek ve starověké vesnici v Dér el-Medíně v oblasti někdejšího Vesetu, po druhé světové válce odešel do Velké Británie. Působil jako profesor na University College v Londýně a na University of Oxford. Ve své době patřil k největším znalcům egyptského jazyka a hieratického písma období Nové říše, významná, i když dnes už v mnoha ohledech překonaná, byla jeho práce o staroegyptském náboženství. Stal se také uznávaným znalcem obyvatelů Dér el-Medíny v období Nove říše, jejichž texty zpracovával a publikoval. Jeho knihovna byla největší soukromou egyptologickou knihovnou, díky rozsáhlým kontaktům s většinou tehdejších egyptologů. Dnes pod jménem Knihovna Jaroslava Černého patří Českému egyptologickému ústavu, s jehož původní knihovnou byla spojena.